# Johannes Block (Jurist)
Johannes Martensen Block (* 29. Dezember 1881 in Flensburg; † zum 31. Dezember 1945 für tot erklärt) war ein deutscher Jurist und Kammergerichtspräsident.

## Leben
Block wurde 1881 als Sohn des Hofbesitzers Johannes Hinrich Block und dessen Frau Margarethe Dorothea Martensen geboren. Er besucht zunächst die Handelsschule in Flensburg, ehe er 1892 auf das Gymnasium wechselte. Nach der Reifeprüfung studierte er ab Sommersemester 1901 Rechtswissenschaft an der Universität Tübingen. In Tübingen wurde er Mitglied der Tübinger Burschenschaft Derendingia. Ab dem Wintersemester 1902/1903 studierte er in Berlin, ehe er an die Universität Kiel wechselte. Das erste Staatsexamen legte er 1904 erfolgreich ab. 1905 wurde Block in Erlangen zum Dr. iur. promoviert. Nach Stationen im OLG-Bezirk Kiel, unter anderem an den Amtsgerichten Sonderburg und Alsen, legte er im Januar 1909 das zweite Staatsexamen ab. Danach war er bis 1912 in Dirschau tätig, anschließend in Flensburg und wurde 1914 zum Amtsrichter in Schleswig bestellt. Er nahm als Offizier am Ersten Weltkrieg teil und wurde zweimal verwundet. 1920 erfolgte die Bestellung zum Landgerichtsrat in Kiel und am 11. August 1923 als Direktor an das Landgericht Altona. In Altona leitete er im Herbst 1930 den Großen Bombenlegerprozess gegen die Angeklagten Claus Heim und andere.
Block trat zum 1. Mai 1933 in die NSDAP ein (Mitgliedsnummer 2.724.021). Während des ersten Prozesses um den Altonaer Blutsonntag saß er dem neu eingerichteten Sondergericht am Landgericht Altona vor und war somit für die Todesurteile gegen vier Kommunisten wegen der angeblichen Ermordung zweier SA-Männer maßgeblich verantwortlich – und damit für die ersten politischen Todesurteile überhaupt im Dritten Reich. Am 3. Juni 1933, einen Tag nach der Verkündung der vier Todesurteile, wurde er als Amtsgerichtspräsident an das Amtsgericht Berlin-Mitte berufen. Von Juni 1941 bis Mai 1943 war er Präsident des Oberlandesgerichts Kattowitz. In dieses Amt wurde er durch den Staatssekretär im Reichsjustizministerium Roland Freisler eingeführt und versicherte, „dass er sein Amt als Anwalt und Vorkämpfer des Deutschtums in Zusammenarbeit mit der Partei, ihren Organisationen und Behörden sowie im Geiste treuer Kameradschaft mit seiner Gefolgschaft führen werde“. Die Berufung zum Präsidenten des Kammergerichts in Berlin erfolgte im Mai 1943, wo er bis Kriegsende tätig war. Bei der Einführung in dieses Amt bekräftigte er ganz im Sinne einer „starken nationalsozialistischen Rechtspflege“ mitwirken zu wollen. Im Dezember 1944 forderte er in seinem Lagebericht an den Reichsjustizminister, dass die Zahl der Strafsenate von fünf auf sieben erhöht werden müsse. Laut dem Historiker Johannes Tuchel „ein untrügliches Zeichen dafür, dass die Tötungsmaschine in vollem Gang war“.
Nach dem Zusammenbruch des Dritten Reichs wurde er von sowjetischen Beauftragten verhaftet und durch ein Sowjetisches Militärtribunal zum Tode verurteilt. Zunächst wurde er kurzzeitig ins Spezialgefängnis Nr. 7 des NKWD nach Frankfurt (Oder) und am 8. Juli 1945 nach Brest verbracht, wo das Todesurteil wahrscheinlich am 25. November 1945 vollstreckt wurde. Block wurde zum 31. Dezember 1945 für tot erklärt.